# Parabelriss

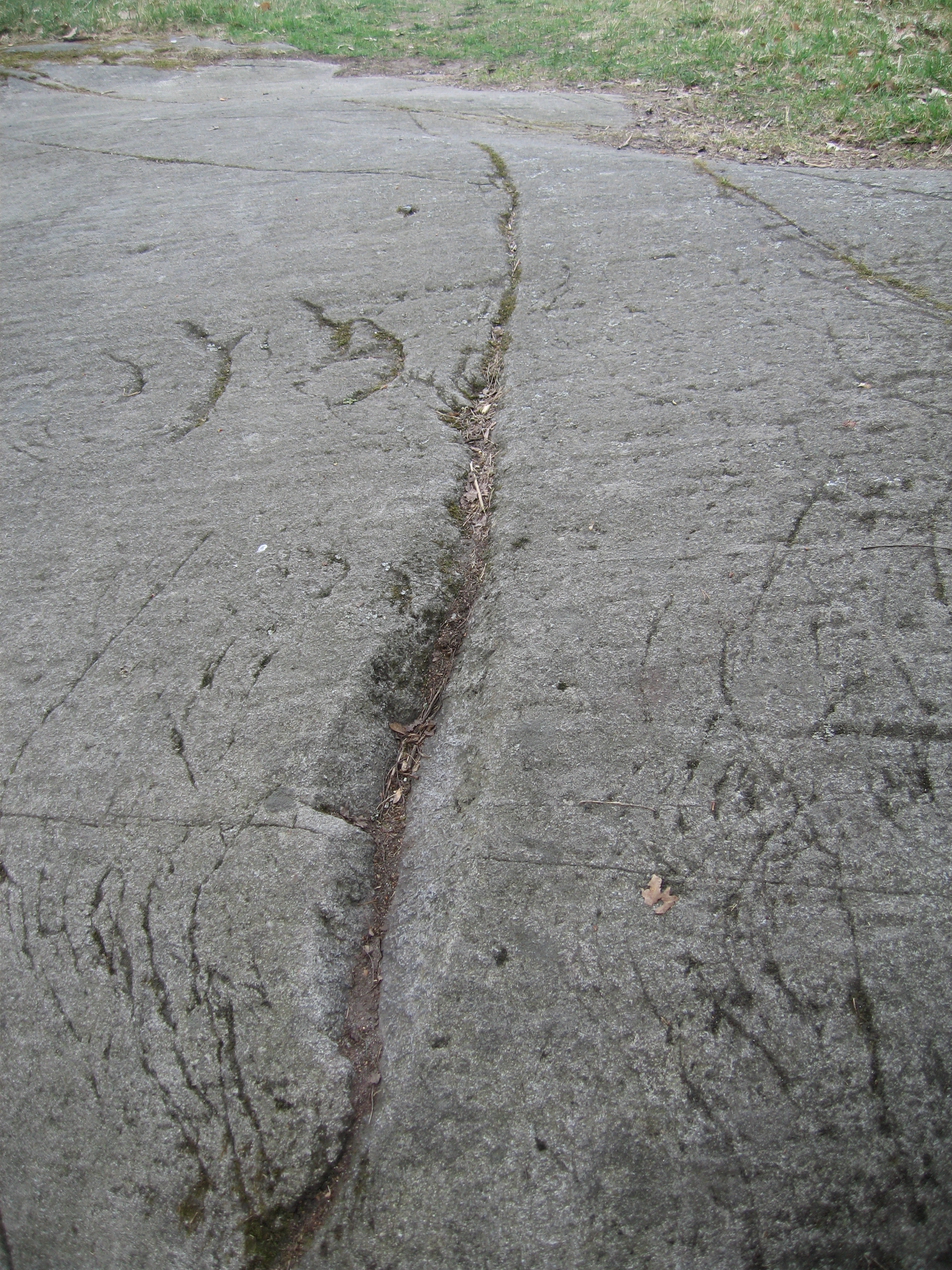
Ett flertal tätt grupperade parabelriss närmast (isen har rört sig från vänster mot höger). Bortom dessa fyra skärbrott till vänster, vilka är kraftigare och vända i motsatt riktning. Tvärs över bilden syns isräfflor i isriktningen.

Parabelriss är bågformade sprickor i rundhällar som uppkommit genom att en glaciär rört sig över hällen. Till skillnad från isräfflor är deras utbredning tvärs isens rörelseriktning och till skillnad mot de likaledes bågformade och tvärgående skärbrotten har de sin konvexa sida vänd mot rörelseriktningen. De förekommer vanligen i tätare grupper än skärbrotten och sprickorna stupar brant in i klippan. Parabelriss är vanligast i spröda bergarter som kvartsit.).